# Merapi
A Merapi Indonézia egyik rétegvulkánja. Jelenleg is aktív tűzhányó. Jáva szigetén helyezkedik el. Az országban összesen 129 aktív vulkán található. A hegy potenciális veszélyessége miatt szerepel a Decade Volcanoes listáján.

## Kitörései
- Az 1930. évi kitörés 1300 ember életét követelte.
- 1994-es kitörésekor több mint hatvan ember esett a gázfelhők áldozatául és hatezren kényszerültek elhagyni otthonukat.
- 2006-ban is történt egy kitörés, amelyben két ember vesztette életét.
- 2010. október 26-án újra kitört a vulkán, mintegy másfél kilométeres magasságba hamut lövellve ki. A hatóságok azonnal megkezdték a vulkántól 10 km-s körzetben lakó mintegy 19 000 ember kitelepítését.[2] A vulkánkitörés 38 ember halálát okozta.[3] November 1-jén, helyi idő szerint reggel újból több száz méter magas hamufelhőt lövellt ki.[3] A vulkáni tevékenység erősödése miatt november elejére már 80 000 embernek kellett elhagyja otthonát, a halálos áldozatok száma pedig 51-re nőtt.[4] November 6-ra a halálos áldozatok száma már 120 fölé emelkedett, november végére pedig 283-ra emelkedett a vulkánkitörés áldozatainak száma.[5]
- 2020. június 21-én kétszer is kitört.[6]